# Соломон, Эд
Эдвард Джеймс Соломон (англ. Edward James Solomon; род. 15 сентября 1960, Саратога, Калифорния) — американский сценарист, продюсер и режиссёр.

## Биография
Соломон начинал свою карьеру как стендап-комик и драматург. Ещё учась в колледже он стал одним из сценаристов «Лаверны и Ширли», что сделало его на то время самым молодым членом Гильдии Сценаристов США. Затем он потратил три года на написание сценария телесериала от Showtime под названием «Это Шоу Гарри Шендлинга», после он стал одним из сценаристов таких лент, как «Невероятные приключения Билла и Теда» и «Новые приключения Билла и Теда», «Люди в Чёрном», «Ангелы Чарли» и «Иллюзия обмана».
В 1995 году женился на Синтии Клиз, дочери Конни Бут и Джона Клиза. От неё у Соломона два ребёнка. Пара рассталась в 2011.

## Фильмография

### Фильмы
| Год  | Название                             | Режиссёр | Сценарист | Продюсер                |
| ---- | ------------------------------------ | -------- | --------- | ----------------------- |
| 1989 | Невероятные приключения Билла и Теда | Нет      | Да        | Нет                     |
| 1991 | Новые приключения Билла и Теда       | Нет      | Да        | Сопродюсер              |
| 1992 | Побег из Нормала                     | Нет      | Да        | Партнёр                 |
| 1992 | Мама и папа, спасите мир!            | Нет      | Да        | Нет                     |
| 1993 | Супербратья Марио                    | Нет      | Да        | Нет                     |
| 1997 | Люди в чёрном                        | Нет      | Да        | Нет                     |
| 2000 | С какой ты планеты?                  | Нет      | Да        | Нет                     |
| 2000 | Ангелы Чарли                         | Нет      | Да        | Нет                     |
| 2003 | Свадебная вечеринка                  | Нет      | Да        | Нет                     |
| 2003 | Раскаяние                            | Да       | Да        | Да                      |
| 2009 | Представь себе                       | Нет      | Да        | Да                      |
| 2013 | Иллюзия обмана                       | Нет      | Да        | Нет                     |
| 2013 | Восторг Палуза                       | Нет      | Нет       | Да                      |
| 2016 | Иллюзия обмана 2                     | Нет      | Да        | Исполнительный продюсер |
| 2020 | Билл и Тед снова в деле              | Нет      | Да        | Да                      |
| 2021 | Без резких движений                  | Нет      | Да        | Нет                     |

Актёр
| Год  | Название                             | Роль                     | Комментарии              |
| ---- | ------------------------------------ | ------------------------ | ------------------------ |
| 1989 | Невероятные приключения Билла и Теда | Глупый официант          |                          |
| 1991 | Новые приключения Билла и Теда       | «Глупый» участник сеанса |                          |
| 1992 | Побег из Нормала                     | Мужчина из бара          | Играл в роли самого себя |
| 1992 | Мама и папа, спасите мир!            | Разрушитель #13          |                          |
| 2010 | Всё к лучшему                        | Доктор #2                |                          |

Прочий вклад
| Год  | Название                            | Вклад                           | Комментарии                       |
| ---- | ----------------------------------- | ------------------------------- | --------------------------------- |
| 1987 | Месть полудурков 2: Полудурки в раю | Саундтрек                       | Писал текст песни «No on Fifteen» |
| 2000 | Мошенники                           | Особая благодарность            |                                   |
| 2000 | Люди Икс                            | Участие без упоминания в титрах |                                   |
| 2005 | Рай сегодня                         | Особая благодарность            |                                   |
| 2008 | Удушье                              | Особая благодарность            |                                   |

### Телевидение
| Год       | Название                    | Режиссёр | Сценарист | Продюсер | Комментарии |
| --------- | --------------------------- | -------- | --------- | -------- | ----------- |
| 1982-1983 | Лаверна и Ширли             | Нет      | Да        | Нет      | 3 эпизода   |
| 1986-1989 | Это Шоу Гарри Шендлинга     | Нет      | Да        | Нет      | 8 эпизодов  |
| 1990      | The Dave Thomas Comedy Show | Нет      | Да        | Нет      |             |
| 1992      | Arresting Behavior          | Да       | Нет       | Нет      |             |
| 1999      | Невероятные                 | Да       | Да        | Да       | Телефильм   |
| 2017-2018 | Мозаика                     | Нет      | Да        | Нет      |             |